# 세비야 FC 푸에르토리코
세비야 FC 푸에르토리코(Sevilla Fútbol Club Puerto Rico)는 푸에르토리코 훈코스를 연고지로 하는 프로 축구팀이다. 스페인의 축구 클럽인 세비야 FC와 제휴 관계에 있다. 2011년 유나이티드 사커 리그 소속으로 참가했으며 현재는 푸에르토리코 사커 리그에 참가하고 있다.

## 역대 홈경기장
| 경기장                            | 사용기간 | 장소                | 팀명                   | 비고 |
| --------------------------------- | -------- | ------------------- | ---------------------- | ---- |
| 조수에 엘바디토 곤잘레스 스타디움 | 2011년   | 푸에르토리코 훈코스 | 세비야 FC 푸에르토리코 | 빈칸 |